# Énergie solaire Québec
 (avril 2021).
Si vous disposez d'ouvrages ou d'articles de référence ou si vous connaissez des sites web de qualité traitant du thème abordé ici, merci de compléter l'article en donnant les références utiles à sa vérifiabilité et en les liant à la section « Notes et références ».
Énergie solaire Québec, est un organisme sans but lucratif québécois fondé en 1983 qui a pour mandat de promouvoir l'utilisation de l'énergie solaire et les autres ressources énergétiques renouvelables au Québec. 
Ses activités s'adressent au grand public et aux divers intervenants des secteurs de l'énergie et du bâtiment. L'association regroupe des utilisateurs et des fournisseurs de biens et de services liés à l'énergie.
Énergie solaire Québec se compose de membres individuels intéressés par les ressources énergétiques renouvelables, ainsi que de membres corporatifs : consultants ou distributeurs de produits d'énergie renouvelable.